# Malakichthys similis
Malakichthys similis är en fiskart som beskrevs av Yusuke Yamanoue och Keiichi Matsuura 2004. Malakichthys similis ingår i släktet Malakichthys och familjen Acropomatidae. Inga underarter finns listade i Catalogue of Life.